# Magas (Rusland)
Magas (Russisch: Магас, Magas) is de hoofdstad van de Russische autonome deelrepubliek Ingoesjetië. De stad werd opnieuw opgericht in 1995 en nam de titel van hoofdstad over van Nazran in 2002. De stad telt 13601 inwoners (2021).
De plaats ligt op een geleidelijk aflopend terras aan de oever van de Soenzja op een hoogte van 6 tot 8 meter boven de rivier (520 tot 650 meter boven zeeniveau). Er zijn plannen voor de bouw van een internationale luchthaven.
Nazran is de grootste van de drie steden in de deelrepubliek en werd tijdelijk hoofdstad. Echter werd ze ongeschikt gesteld als hoofdstad, toen enkele kilometers verder Magas werd opgericht. De naam Magas komt van de oude Alanische hoofdstad Maghas die door de Mongolen in 1239 vernietigd werd en enkel in Perzische en Arabische bronnen wordt genoemd. De letterlijke betekenis van Magas is "Stad van de zon".
Het presidentieel paleis en de overheidsgebouwen zijn opgetrokken in een rijkversierde oriëntaalse stijl. De bouw van een commercieel centrum is volop bezig. Volgens de huidige plannen zal de stad in de toekomst 30.000 inwoners tellen.

Magas is tevens een stedelijk district

Bestuurlijk centrum: Magas

Steden: Karaboelak · Malgobek · Nazran

Districten: Dzjejrachski · Malgobekski · Nazranovski · Soenzjenski